# 일본항공 350편 추락 사고

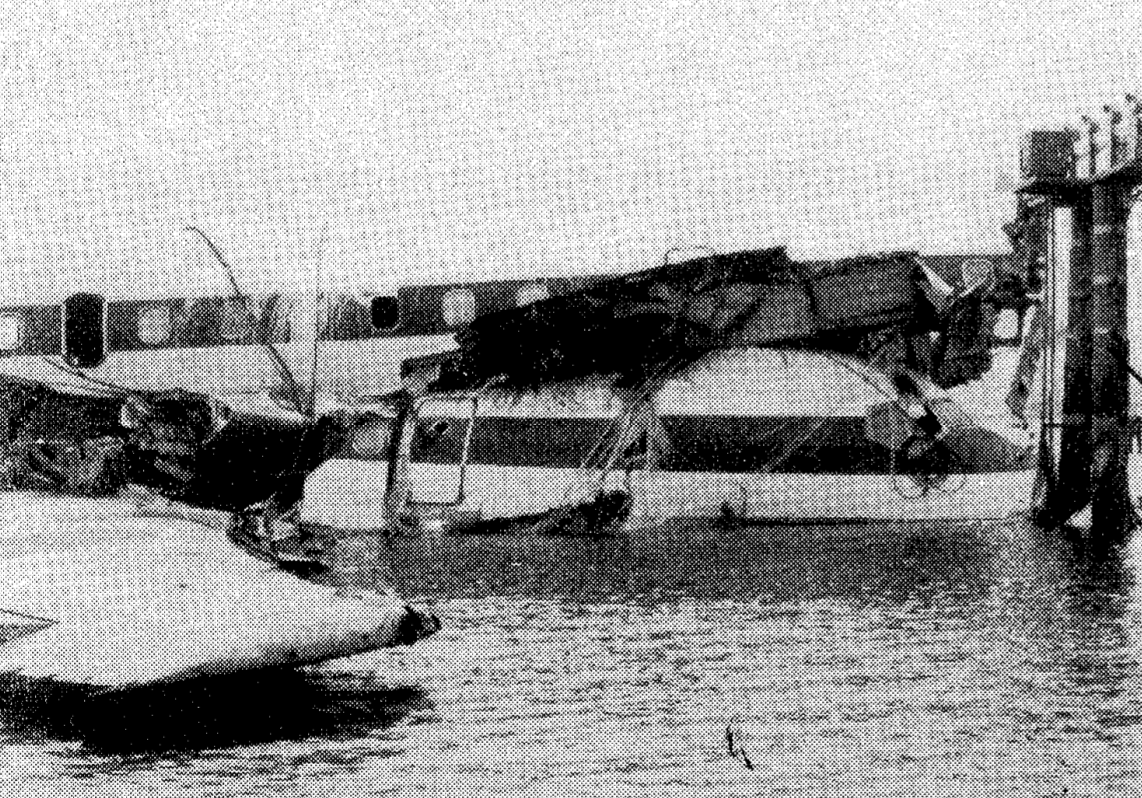
사고 후 기체의 모습

일본항공 350편 추락 사고는 1982년 2월 9일, 후쿠오카 공항을 출발하여 도쿄 하네다 국제공항으로 향하던 더글러스 DC-8-61 기종의 일본항공 350편이 도쿄 하네다 국제공항 앞 바다에 추락한 사건이다.
이 사고로 인하여 승객 24명이 사망하였으며, 승무원 8명을 포함한 150명이 부상을 입었다. 사고의 원인은 조종사가 역추진 장치를 작동하여 생긴 과실로 인해 발생하였으며, 조종사는 정신질환을 앓아 평소 정신과를 다녔던 것으로 밝혀졌다.
이 사고는 호텔뉴재팬 화재 사고가 발생한 다음 날에 발생하여 일본 전역에서 큰 충격을 주었다.

## 같이 보기
- 항공 안전
- 자살비행
- 이집트 항공 990편 추락 사고
- 저먼윙스 9525편 추락 사고
- LAM 모잠비크 항공 470편 추락 사고
- 실크에어 185편 추락 사고